# 2014年の科学
2014年の科学（2014ねんのかがく)では2014年（平成26年）の科学分野に関する出来事について記述する。
2013年の科学 - 2014年の科学 - 2015年の科学

## できごと

### 1月
- 1月2日 – 地球近傍小惑星2014 AAが発見され、その数時間後に地球に衝突した。小惑星が地球衝突前に観測されたのは2008年の2008 TC3に続いて2例目[1]。
- 1月8日 – 西アフリカで行われたライオンの個体数の調査の結果、この地域で生息している成獣の個体は250頭を下回るまで減少していることが明らかとなった[2]。
- 1月22日 – ハーシェル宇宙天文台を用いた研究で、準惑星のケレスから初めて水蒸気を検出したと報告された[3]。
- 1月27日 – スペインの山岳地帯の洞窟で発見された骨格の遺伝子解析から、7000年前のヨーロッパ人男性が、青い目と黒い肌と髪を持っていたことが明らかとなり、明るい肌色はこれまで想定されていたよりもより後世に進化したことを示唆した[4]。
- 1月30日 – マウスの細胞を酸性溶液に浸すなどの外的な刺激を与えると多能性を獲得すると主張した、刺激惹起性多能性獲得細胞（いわゆるSTAP細胞）に関する論文が『ネイチャー』誌に掲載された[5]。しかし、発表直後から様々な疑義が指摘され、理化学研究所は検証実験を行ったが、同年7月には論文が撤回された[6]。

### 2月
- 2月7日 – 2013年5月にイングランド東部のヘイズブラでおよそ80万年前の人間の足跡が発見されたと報告された[7]。
- 2月9日 – 2014年の時点で既知の恒星の中で最古の恒星であるとされたSMSS J031300.36-670839.3が発見された[8]。
- 2月10日 – 新たな年代測定技術による研究の結果、ペルム紀末の大量絶滅は想定されていたよりも10倍もはやく進み、6万年間で起こったことを示唆した[9]。
- 2月12日 – 探査機ボイジャーとガリレオのミッションで得られた画像から、木星の衛星ガニメデの地質図が初めて作成された[10]。

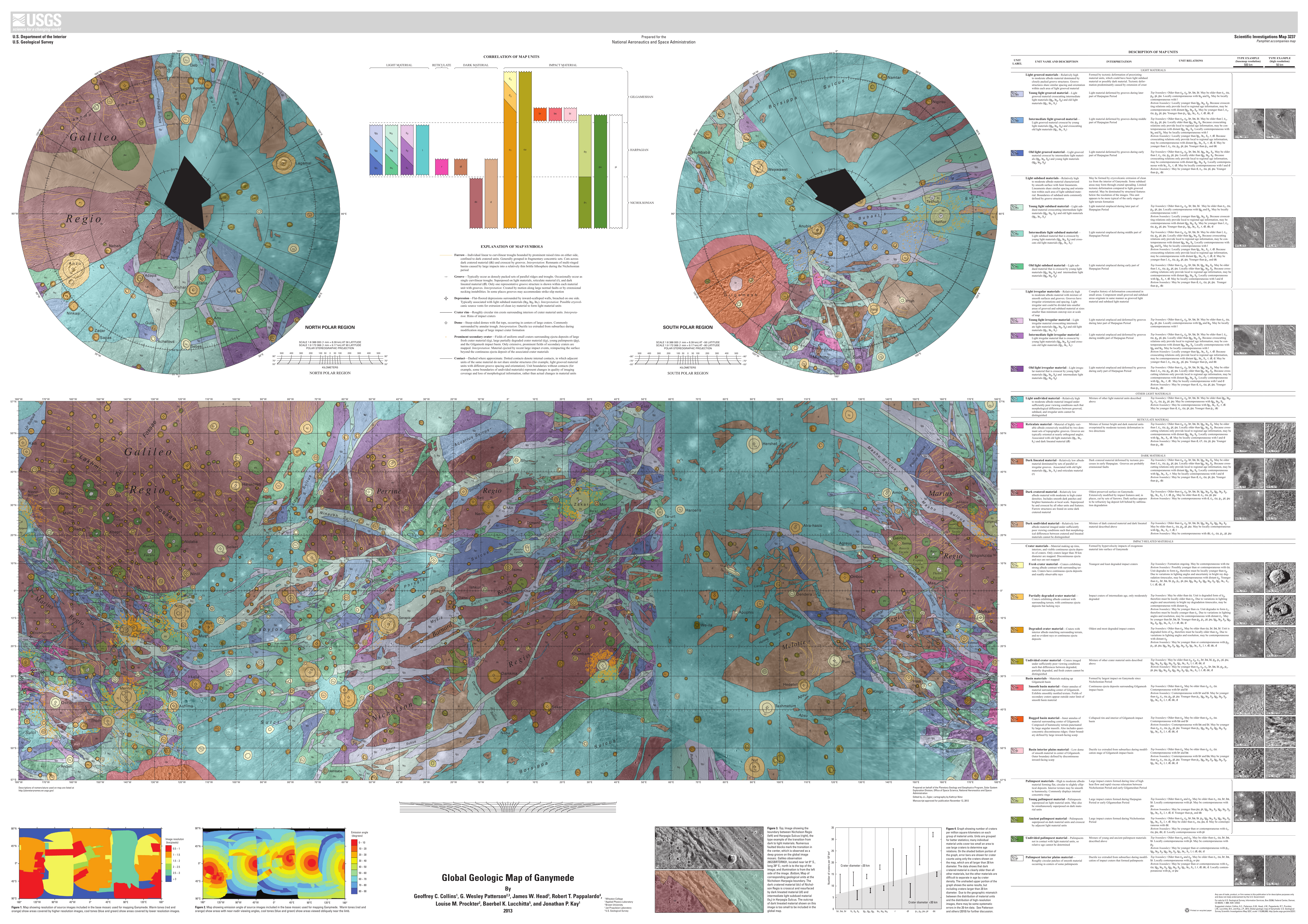
2月12日:衛星ガニメデの地質図が初めて作成された。

- 2月26日 – 液体のように振る舞う初めての既知の準粒子であるドロプルトンが形成されたことを報告する論文が発表された[11][12]。
- 2月27日 – アメリカ航空宇宙局（NASA）が、ケプラーによる観測データから715個の新たな太陽系外惑星の存在を確認したことを発表し、確認された総数はおよそ1700個となった[13]。

### 3月
- 3月3日 – シベリアの永久凍土から採取されたおよそ3万年前の氷床コアから、ピソウイルスと名付けられた未知の巨大なウイルスが発見された[14]。
- 3月4日 – 地球の気温が産業革命前から3度上昇した場合、世界遺産の5分の1近くが海面上昇の影響を受けることが予測された[15]。
- 3月6日
  - NASAがハッブル宇宙望遠鏡を使って小惑星P/2013 R3の崩壊を観測したことが報告された[16][17]。
  - イラク領海内で面積が28平方キロメートルの新たなサンゴ礁が発見されたことが『Scientific Reports』誌に報告された[18]。

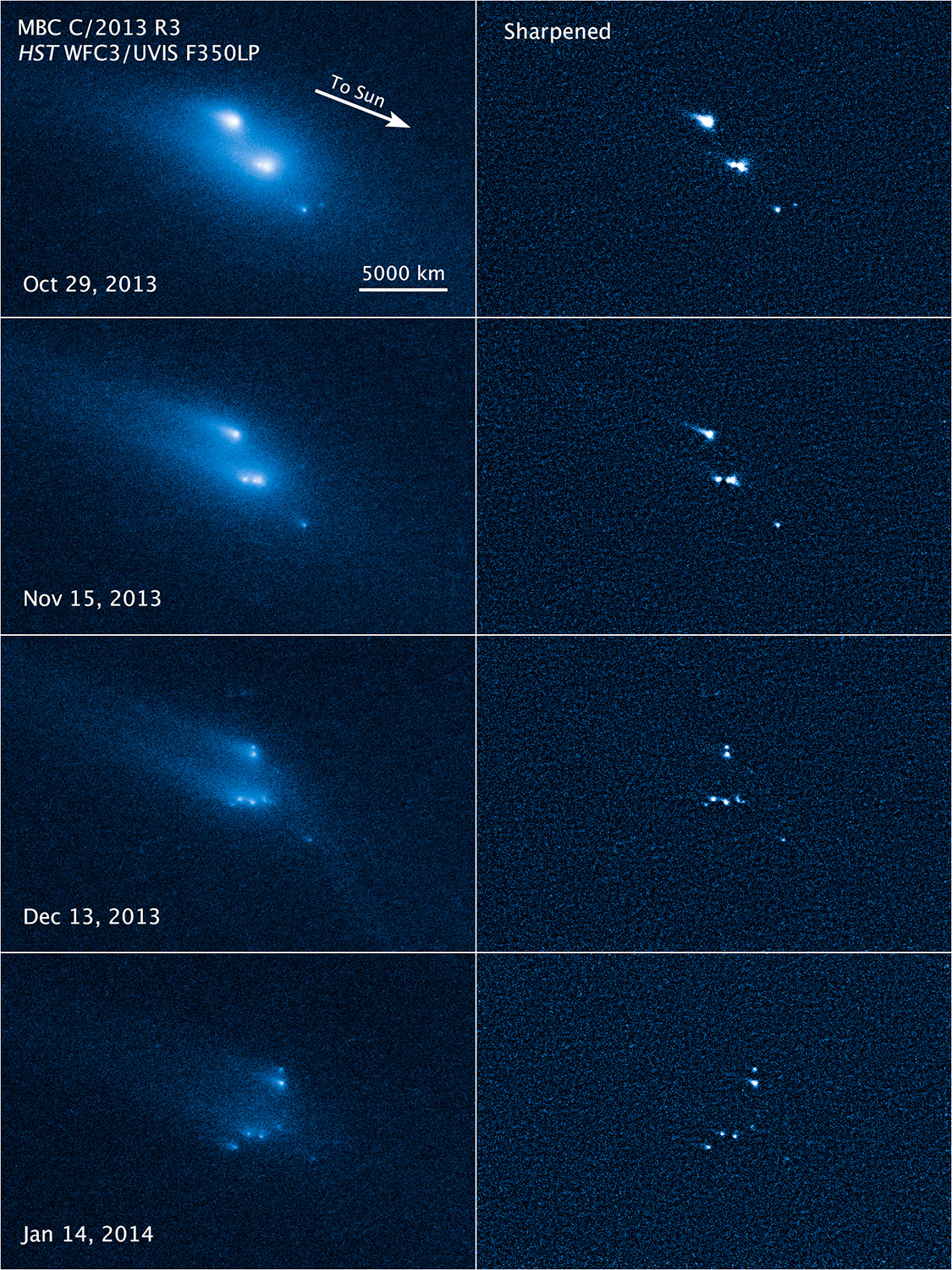
3月6日：ハッブル宇宙望遠鏡が小惑星P/2013 R3の崩壊を捉えた。

- 3月7日 – 広視野赤外線探査機(WISE)による調査の結果、太陽系内に惑星Xが存在する証拠を見つけることができなかったとNASAが報告した[19]。
- 3月23日 – ウォータールー大学の研究で、量子もつれの状態にある3つの光子を数百メートル離れた3か所に分散させることを実証し、多者間での量子通信の可能性を指摘した[20]。

- 3月24日 – 過去20年間で先進国において失明の有病率が半減し、視覚障害の有病率も4割近く減少していることが分かった[21]。
- 3月26日 – 小惑星カリクローの観測から、小惑星としては初めて環の存在が確認されたと発表された[22][23]。
- 3月27日 – アカボウクジラが水深2,992mまで潜り、137.5分間にわたって潜水したことが測定され、 哺乳類としては最長の潜水記録となった[24]。

### 4月
- 4月3日 – NASAは土星の衛星エンケラドゥスで、重力測定により液体の水からなる大規模な地下海があることの証拠を探査機カッシーニが発見したと報告した[25]。
- 4月4日 – 核融合科学研究所は、大型ヘリカル装置で9400万度のプラズマの生成に成功したと発表した[26]。
- 4月7日 – バーゼル大学の研究で、緑茶からの抽出物が脳の持続性を高め、認知機能を強化することが確かめられた[27]。
- 4月10日 – ハッブル宇宙望遠鏡が空間走査と呼ばれる技術を採用することで、1万光年までの距離を正確に測ることができるようになり、以前の測定の10倍向上したとNASAが報告した[28]。
- 4月16日 – ジュノー（英語版）と名付けられた哺乳類の受精に必須のタンパク質が発見されたことが『ネイチャー』誌に報告された[29]。
- 4月17日 – NASAがケプラー186のハビタブルゾーン内を公転する太陽系外惑星ケプラー186fを発見したと発表した[30]。

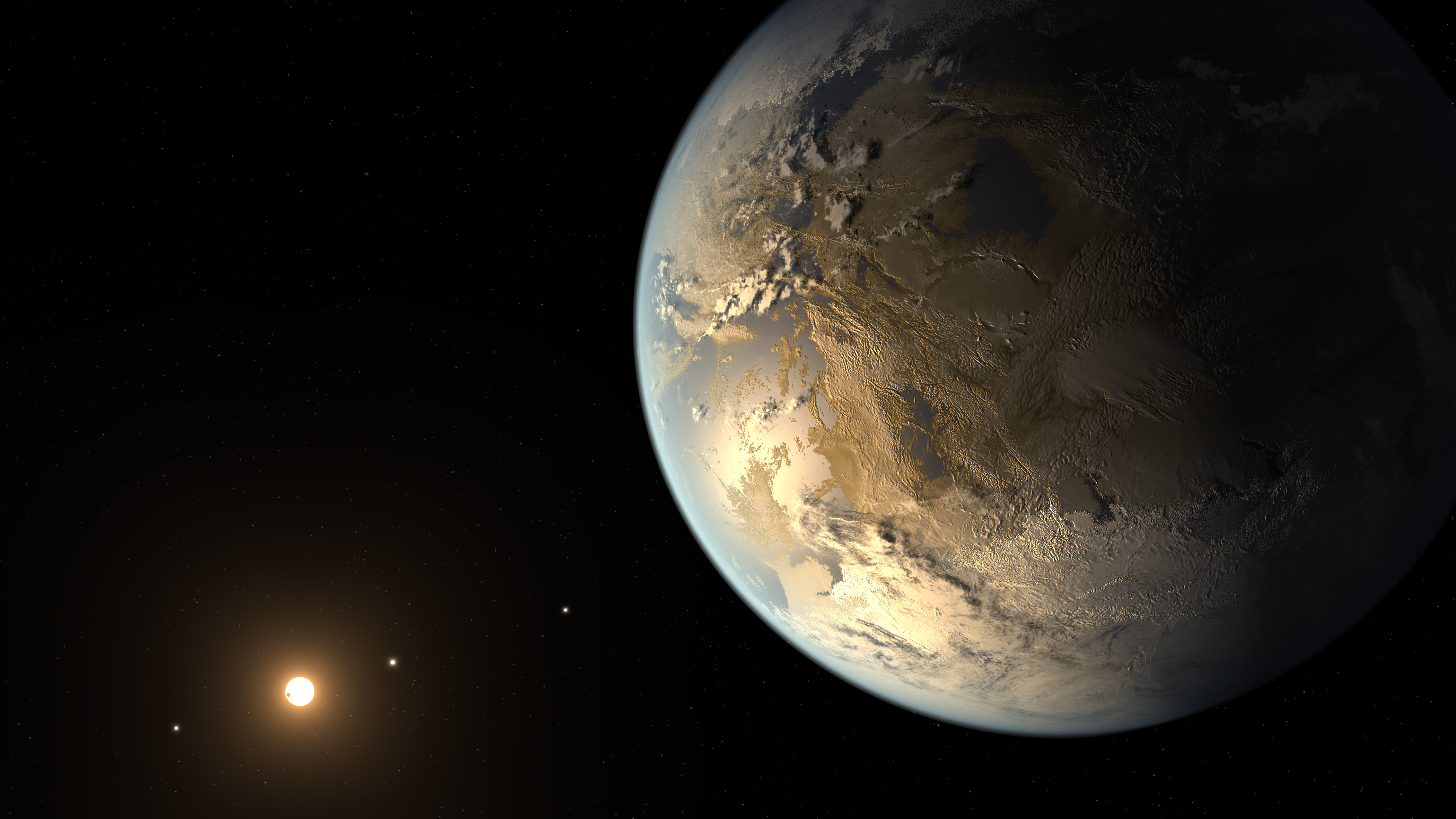
4月17日：NASAが太陽系外惑星ケプラー186fを発見したと発表した。

- 4月25日 – アフリカ睡眠病などの病原体の媒介種として知られるツェツェバエのゲノムの配列決定が完了したと『サイエンス』誌に報告された[31][32]。

### 5月
- 5月5日 – 世界保健機関（WHO）がアジアやアフリカ、中東でのポリオの蔓延に関して、国際的に懸念される公衆衛生上の緊急事態を宣言した[33]。
- 5月7日 – 細菌のDNAに人工の塩基対を導入して、細菌を24回継代することに成功した[34][35]。
- 5月15日 – 木星の大赤斑が観測史上で最も縮小していると発表された[36]。

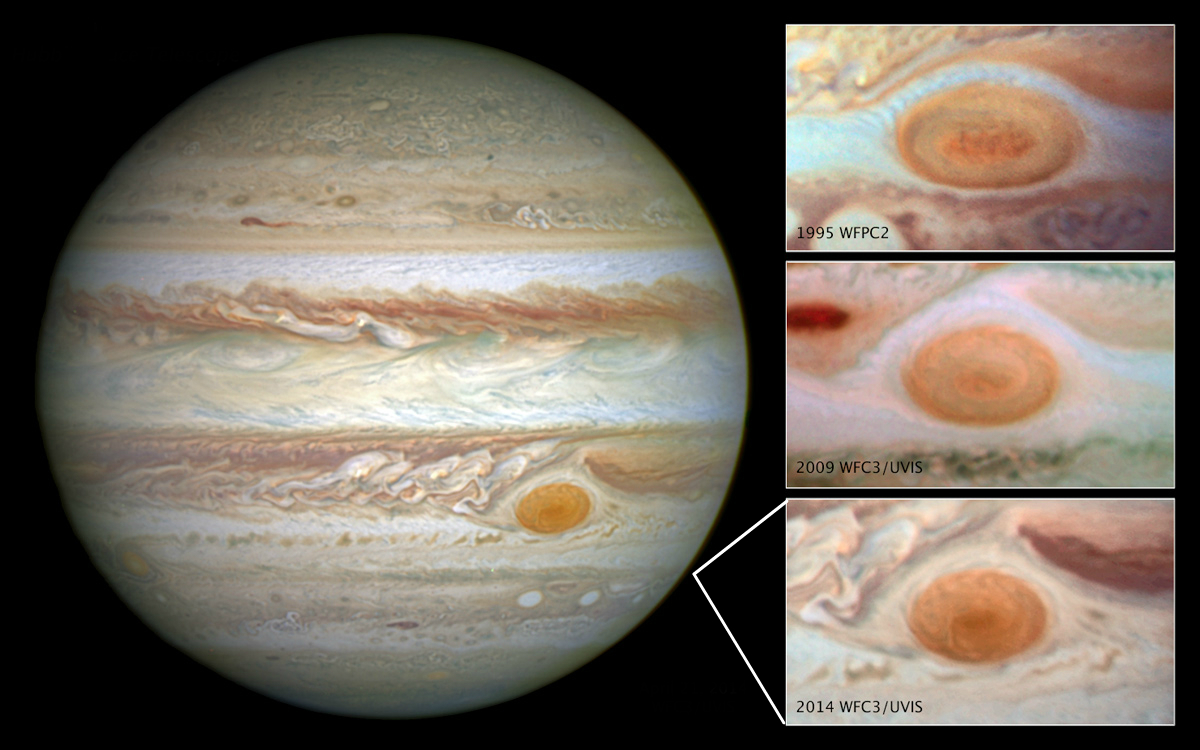
5月15日：木星の大赤斑が観測史上で最も縮小していると発表された。

- 5月19日 – 欧州宇宙機関（ESA）の地球観測衛星CryoSatによる観測で、南極大陸からの氷の流失が年間で160億トンに上り、前回の調査から倍増していることが明らかとなった[37]。
- 5月25日 – カリフォルニア大学サンディエゴ校などの研究で、特に悪性の膵癌に共通する変異遺伝子が特定された[38]。

### 6月
- 6月3日
  - NASAがハッブル宇宙望遠鏡により撮影されたハッブル・ウルトラ・ディープ・フィールドの画像を公開した[39]。
  - NASAの火星探査車キュリオシティが、火星から水星の太陽面通過を観測した。地球以外の天体から観測されたのはこれが初めて[40]。

6月3日：キュリオシティが火星から水星の太陽面通過を観測した。

- 6月4日 – 1975年に理論的に提案され、長らく仮説上の存在だったソーン-ジトコフ天体の候補が初めて観測された[41][42]。
- 6月16日 – レーゲンスブルク大学の研究で、体を動かさない生活は特定のがんのリスクを有意に増加させることが明らかとなった[43]。
- 6月23日 – NASAとESAの合同研究で、土星の衛星タイタンの大気中に含まれる窒素は、オールトの雲からの彗星に由来するものであり、土星を形成した際の物質由来ではない可能性を示した[44]。
- 6月24日 – 鹿児島大学と農研気候の研究で、特定の遺伝子を抑制することでアサガオの老化作用を遅らせる方法を発見したと発表した[45][46]。

### 7月
- 7月10日 – 天の川銀河の天体として知られている中で、最遠のULAS J0744+25とULAS J0015+01（英語版）という2つの恒星が発見された[47]。
- 7月14日 – マーズ・オデッセイやマーズ・エクスプレスなど4機の火星探査機が収集したデータから作成された 火星の地質図を、アメリカ地質調査所が公開した[48][49]。

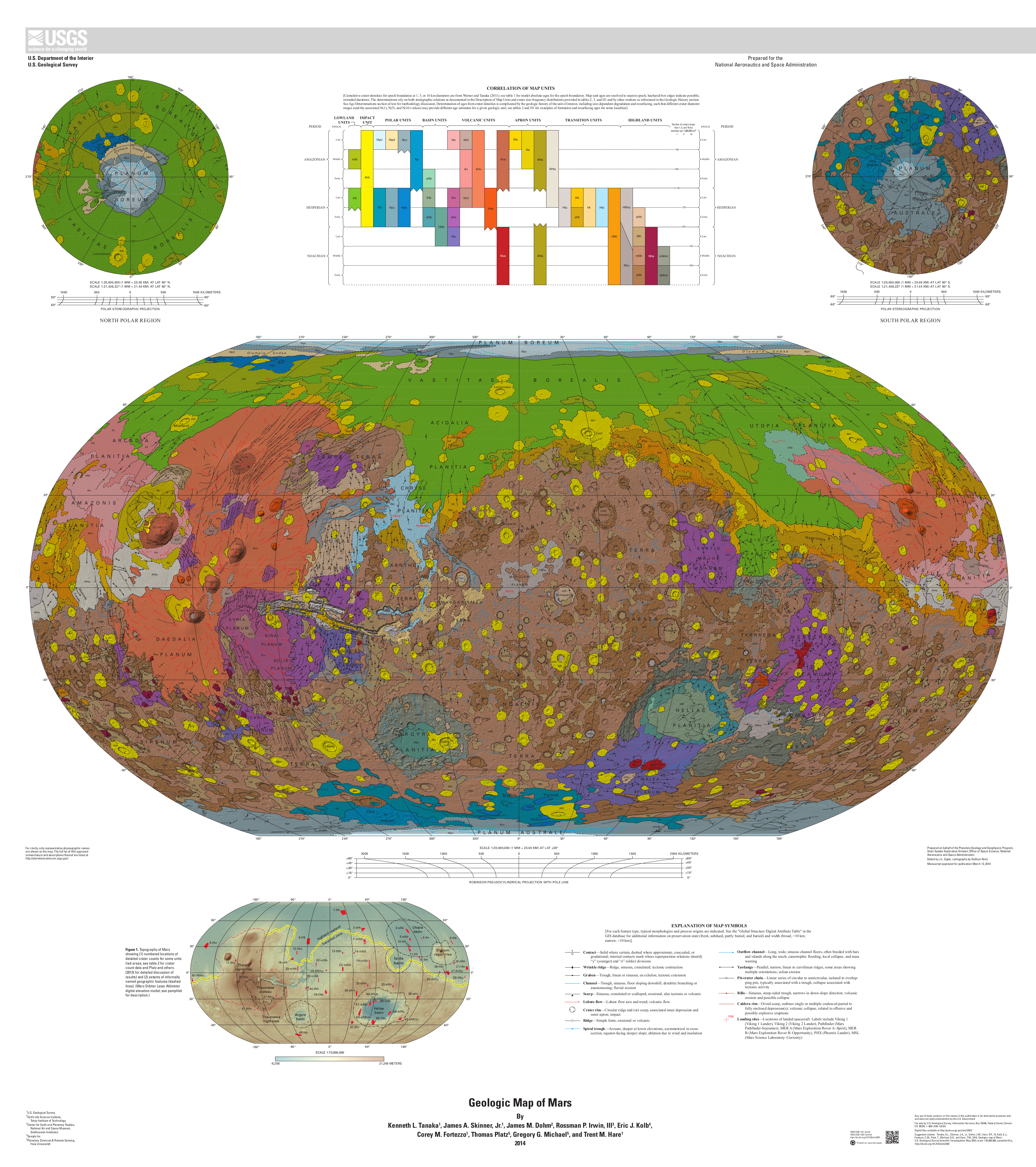
7月14日：米国地質調査所が火星の地質図を公開した。

- 7月20日 – 細胞分裂に関連する重要なタンパク質である後期促進複合体の立体構造が、ナノメートル以下の分解能で3Dマッピングされ、その二次構造まで明らかにされた[50][51]。
- 7月28日 – NASAの火星探査車オポチュニティの火星での走行距離が40kmに達し、それまでの記録であったソ連のルノホート2号の記録を抜いて、探査車による地球外の走行距離記録を41年ぶりに塗り替えたと発表された[52][53]。

### 8月
- 8月6日 – ESAの彗星探査機ロゼッタがチュリュモフ・ゲラシメンコ彗星に到達し、ランデブーに成功した[54]。

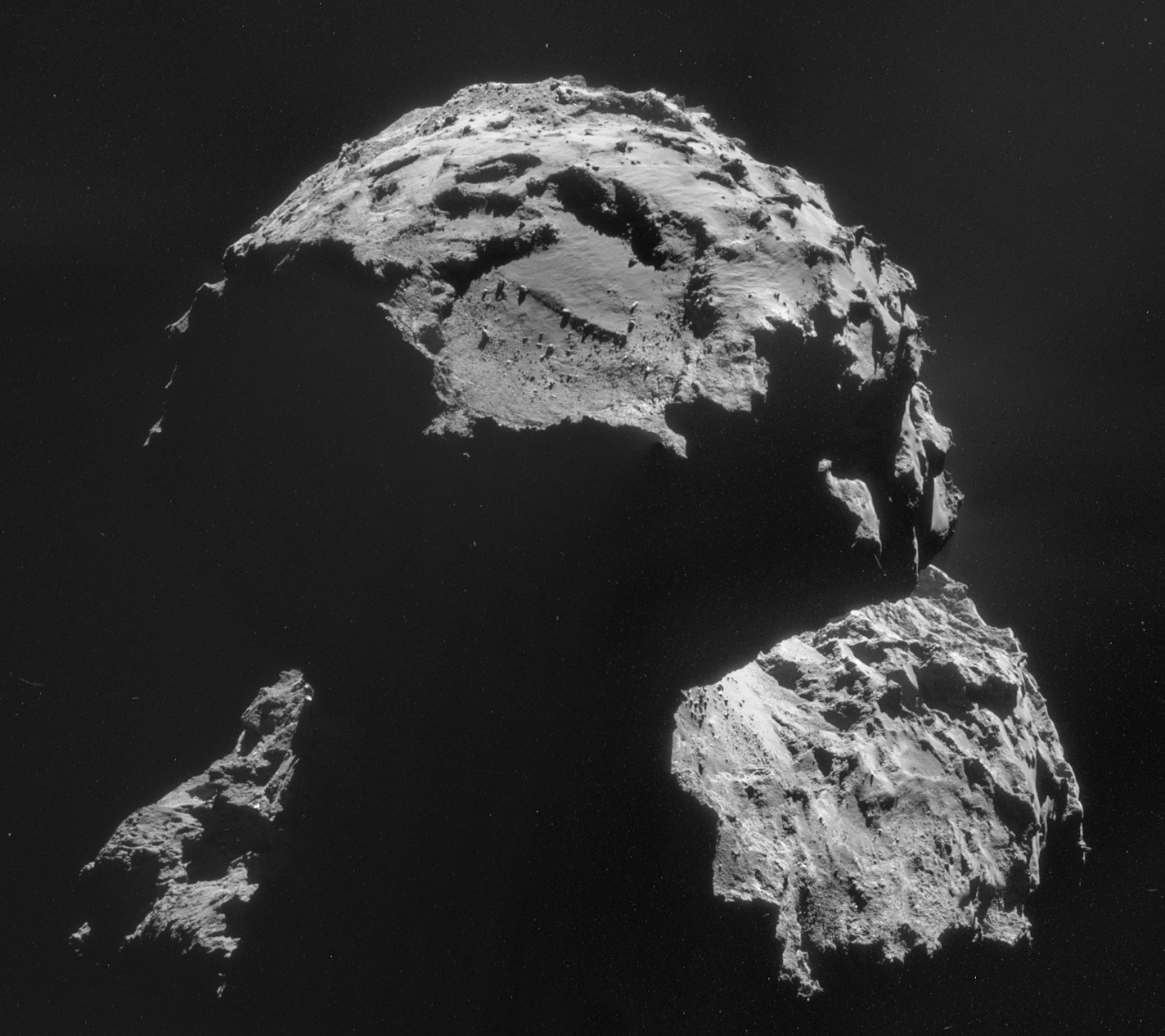
8月6日：探査機ロゼッタがチュリュモフ・ゲラシメンコ彗星に到達した。

- 8月11日 – アタカマ大型ミリ波サブミリ波干渉計を利用して、アイソン彗星とレモン彗星（英語版）のコマに含まれるシアン化水素、イソシアン化水素、ホルムアルデヒドなどの分布を調べた結果が発表された[55]。
- 8月20日
  - 南極氷床下800mにあるウィランズ湖から採集されたサンプルの中から、4,000近くもの微生物が確認された[56][57]。
  - ヨーロッパでは、ネアンデルタール人は現生人類と、従来考えられていた10倍長く、最大で5000年間共存していた可能性が示された[58]。

### 9月
- 9月2日 – ブラウン大学などの研究で、現在の種の絶滅速度は人類登場以前の1,000倍もの速さであることが明らかとなった[59]。
- 9月3日 – 我々の銀河系も含まれる、およそ10万の銀河からなるラニアケア超銀河団と名付けられた新たな超銀河団が『ネイチャー』誌で提唱された[60][61]。

- 9月4日

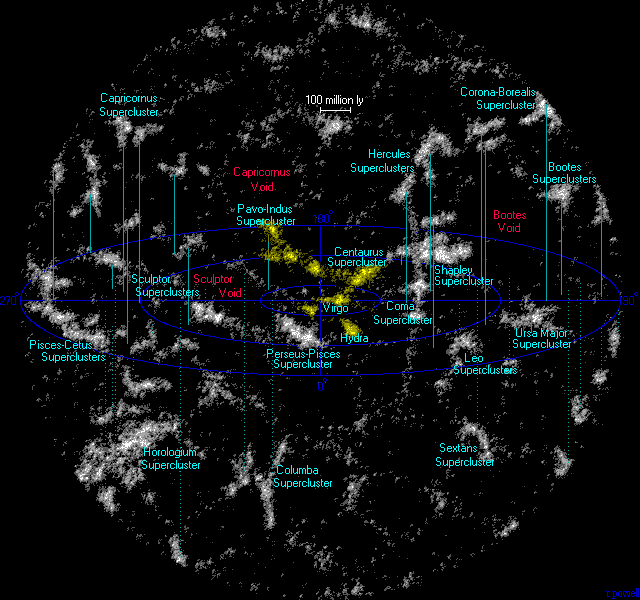
9月3日：新たな銀河団であるラニアケア超銀河団が提唱された。上の画像の黄色がラニアケア超銀河団である。

  - 人類の活動による温室効果ガスの排出が地球温暖化を促進していることは、99.999%の確実性があるとする研究結果が発表された[62]。
  - コーヒーノキのゲノムが解析され、2万5千以上の遺伝子が同定された結果、コーヒーは茶やカカオなどの植物とは異なる遺伝子を用いてカフェインを作っていることが明らかとなった[63][64]。
- 9月7日 – 協定世界時のこの日、地球近傍小惑星2014 RCが0.000267天文単位（およそ39,900km）まで接近した[65]。
- 9月8日 – NASAの探査機ガリレオが撮影した画像から、エウロパでプレートテクトニクスの証拠を見つけたと発表され、地球以外でのそのような地質学的活動が見つかったのは初めてとなった[66][67]。
- 9月11日
  - NASAの火星探査車キュリオシティが、ゲール・クレーターの中心に位置するシャープ山に到達したと発表された[68]。
  - スピノサウルスの化石を分析した結果、半水棲の恐竜であると発表された[69]。ただし、これ以降にも様々な議論がなされており[70]、反論もある。

- 9月15日 – 人の文法能力や言語に関わる遺伝子FOXP2をマウスに組み込むと、通常のマウスより早く学習するようになり、様々なテストで良い成績をおさめることが明らかとなった[71]。
- 9月17日 – 29年間に渡る家畜生産業を対象にした調査の結果、遺伝子組み換え作物を飼料として与えた動物は、通常の作物を飼料として与えられた動物と比べて何ら異常な傾向は見られず、遺伝子組み換え作物が健康に与える影響は確認されなかったとの報告が発表された[72]。
- 9月24日
  - インド初の火星探査機マンガルヤーンがこの日、火星の周回軌道に到達した[73]。
  - NASAなどの研究チームが、太陽系外惑星HAT-P-11bで水蒸気の存在を確認した[74]。
- 9月29日 – ケンブリッジ大学の研究で、グリーンランド氷床（英語版）は従来考えられていたよりも脆弱で、海面上昇にも影響を及ぼす可能性が示された[75]。

### 10月
- 10月3日 – カリフォルニア大学の研究で、二酸化炭素分子に紫外線レーザーを当てて分解し、わずかではあるが炭素原子と酸素分子を得る方法が報告された[76]。
- 10月8日 – インドネシアで発見されていた洞窟壁画が、少なくとも3万9900年前のものであることが明らかとなった[77]。
- 10月9日 – ハーバード大学の研究で、ヒトの幹細胞をインスリンを産生する細胞に変化させることに成功した[78]。
- 10月30日 – ドレスデン工科大学の研究で、マウスの幹細胞から脊髄の一部をin vitroで3次元的に成長させることに成功した[79]。

### 11月
- 11月11日 – 一部の腫瘍に見られる巨大なDNAは、ゲノムの他の部分から繋ぎ合わされて形成されることが明らかになった[80]。
- 11月12日 – 彗星探査機ロゼッタの無人着陸機フィラエが、チュリュモフ・ゲラシメンコ彗星への着陸に成功した[81]。

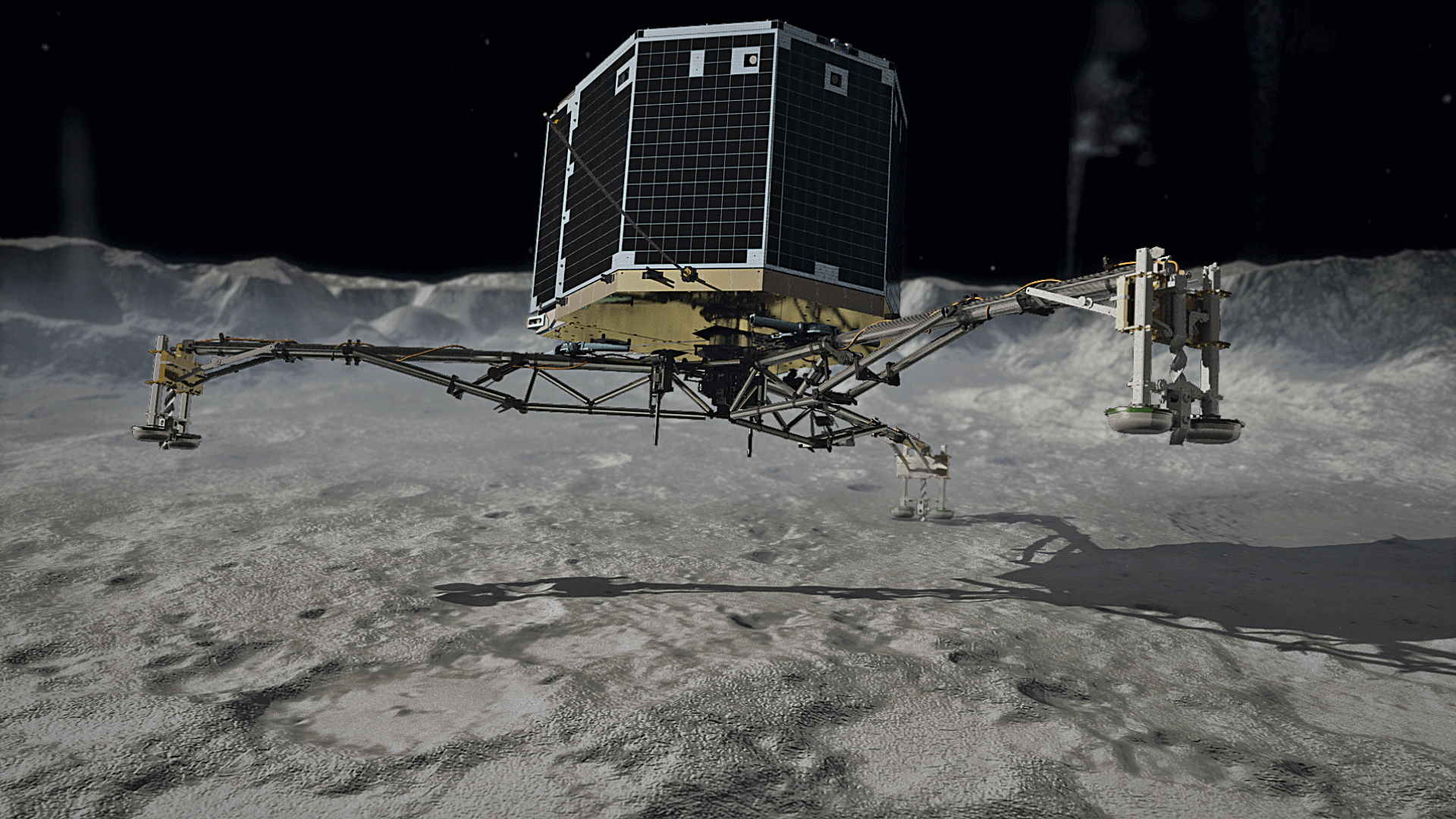
11月12日：フィラエがチュリュモフ・ゲラシメンコ彗星への着陸に成功した。

- 11月18日 – 彗星探査機ロゼッタの無人着陸機フィラエが、チュリュモフ・ゲラシメンコ彗星で有機化合物の痕跡を検出したと方向された[82]。
- 11月26日
  - グラフェンのシートはいかなる気体に対しても不透過性を示すが、プロトンは通過させる性質があることが明らかになった[83][84]。
  - 岡山大学の研究で、光合成の水分解反応を触媒する光化学系II複合体の正確な構造が明らかになった[85][86]。

### 12月
- 12月1日～12日 – 第20回気候変動枠組条約締約国会議（COP20）がペルーのリマで開催された[87]。
- 12月3日 – JAXAの小惑星探査機はやぶさ2がこの日、種子島宇宙センターからH-IIAロケット26号機で打ち上げられた[88][89]。

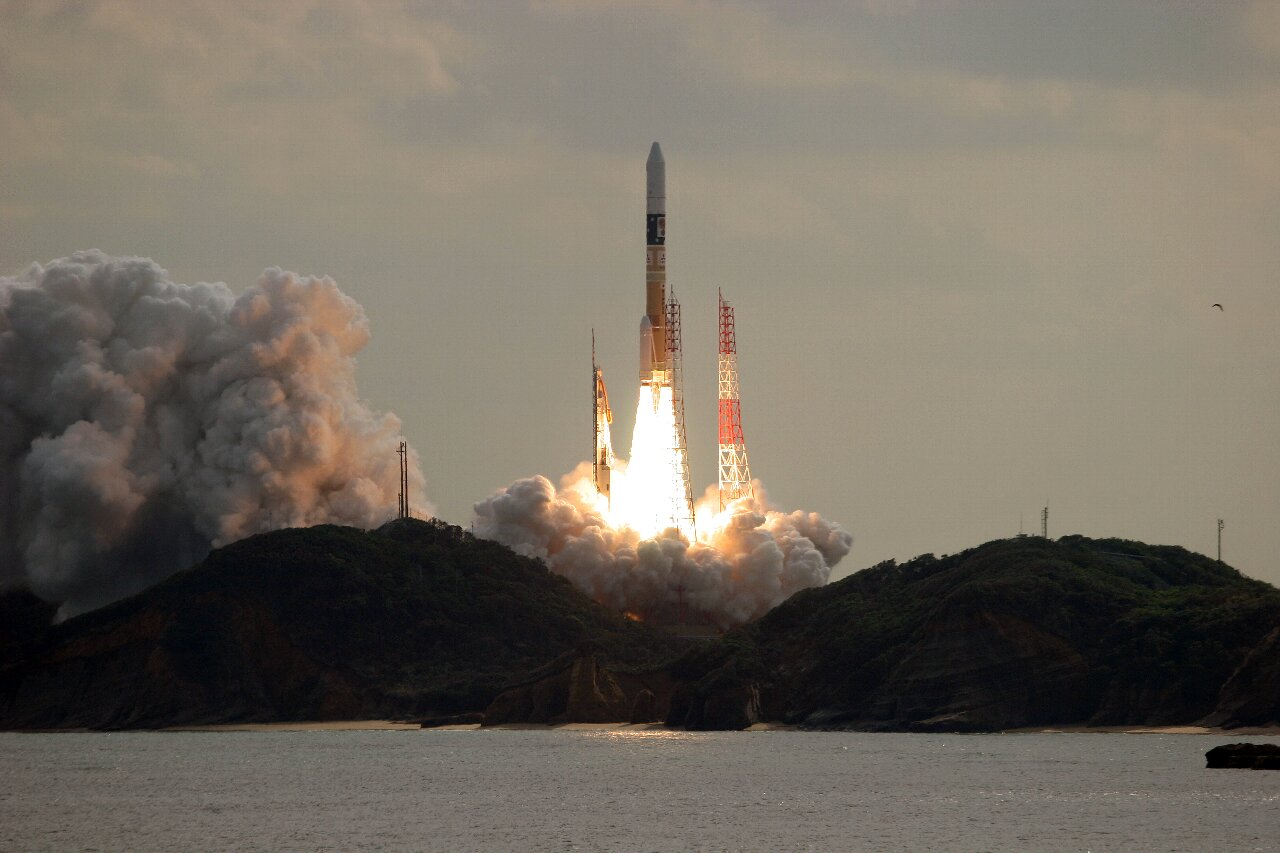
12月3日：小惑星探査機はやぶさ2がH-IIAロケットで打ち上げられた。

- 12月5日 – NASAの新型有人宇宙船オリオンが、初の無人テスト飛行に成功した[90]。

- 12月10日
  - 新たな氷の多形の一つである氷XVI（英語版）が発見されたことが『ネイチャー』誌で発表された[91]。
  - 彗星探査機ロゼッタによる調査の結果、チュリモフ・ゲラシメンコ彗星の水蒸気の重水素と水素の比が、地球上で見られるものと大幅に異なることが報告された[92]。
- 12月15日 – アマゾン川流域で最も炭素を貯留しているのは、地表の樹木ではなく、泥炭地の地下であることが人工衛星の観測データから明らかになった[93]。
- 12月18日 – 米科学誌『サイエンス』は今年のブレークスルー・オブ・ザ・イヤーを発表した[94]。
- 12月23日 – 熊本大学などの研究チームが、およそ3億年前の魚類の化石の眼から、桿体と錐体を発見したと公表された[95][96]。

| No. | 今年の10大科学業績                                 |
| --- | -------------------------------------------------- |
| 1   | ロゼッタによる彗星探査ミッション                   |
| 2   | 恐竜から鳥類への進化の解明                         |
| 3   | 若い血が老化を防ぐ効果があることの発見             |
| 4   | 人の手を借りずに共同で動作するロボットの作成       |
| 5   | 脳の働きを模倣する集積回路の設計                   |
| 6   | 幹細胞からインスリンを産生する細胞にすることに成功 |
| 7   | インドネシアの洞窟で最古の壁画を発見               |
| 8   | レーザー光でマウスの記憶を操作することに成功       |
| 9   | キューブサットの打ち上げが増加                     |
| 10  | 人工塩基を使ったDNA                                |

## 受賞
- アーベル賞 – ヤコフ・シナイ
- チューリング賞 – マイケル・ストーンブレーカー
- フィールズ賞 – マリアム・ミルザハニ、アルトゥル・アビラ、マンジュル・バルガヴァ、マルティン・ハイラー
- チャーン賞 – フィリップ・グリフィス
- ラスカー賞
  - 基礎医学研究賞 – 森和俊、ピーター・ウォルター（英語版）
  - 臨床医学研究賞 – アリム・ルイ・ベナビッド（英語版）、マーロン・デロング（英語版）
- ガードナー国際賞 – ジェームズ・P・アリソン、ティティア・デ・ランゲ、マーク・フェルドマン、ラヴィンダー・ナス・マイニ（英語版）、Harold F. Dvorak、ナポレオーネ・フェラーラ
- ウルフ賞
  - ウルフ賞物理学部門 – 受賞者なし
  - ウルフ賞数学部門 – ピーター・サルナック
  - ウルフ賞化学部門 – 翁啓恵
  - ウルフ賞医学部門 – ネイハム・ソネンバーグ、ゲイリー・ラヴカン、ヴィクター・アンブロス
- 京都賞
  - 京都賞基礎科学部門 – エドワード・ウィッテン
  - 京都賞先端技術部門 – ロバート・ランガー
- ショウ賞
  - 天文学– ダニエル・アイゼンシュタイン（英語版）、ショウン・コール（英語版）、ジョン・A・ピーコック（英語版）
  - 生命科学および医学 – 森和俊、ピーター・ウォルター（英語版）
  - 数学 – ジョージ・ルスティック
- トムソン・ロイター引用栄誉賞
  - 物理学 – 十倉好紀、Ramamoorthy Ramesh、ジェームズ・F・スコット（英語版）、チャールズ・L・ケーン、Laurens W. Molenkamp、張首晟、ペイドン・ヤン
  - 化学 – Charles T. Kresge、劉龍、Galen D. Stucky、Graeme Moad、Ezio Rizzardo、San H. Thang、鄧青雲、Steven Van Slyke
  - 生理学・医学 – James E. Darnell Jr、ロバート・ローダー、Robert Tjian、デヴィッド・ジュリアス、チャールズ・リー、Stephen W. Scherer、Michael H. Wigler
- ブレイクスルー賞
  - 基礎物理学ブレイクスルー賞 – マイケル・グリーン、ジョン・シュワルツ
  - 生命科学ブレイクスルー賞 – ジェームズ・P・アリソン、マーロン・デロング（英語版）、マイケル・ホール、ロバート・ランガー、リチャード・P・リフトン（英語版）、アレクサンダー・バーシャフスキー
- ノーベル賞
  - 物理学賞 – 赤崎勇、天野浩、中村修二
  - 化学賞 – エリック・ベツィグ、シュテファン・ヘル、ウィリアム・モーナー
  - 生理学・医学賞 – ジョン・オキーフ、マイブリット・モーセル、エドバルド・モーセル

## 死去
カッコ内は生誕年である。
- 1月15日 – ジョン・ロウリー・ドブソン、アメリカ合衆国のアマチュア天文家、ドブソニアン望遠鏡の考案者（* 1915年）
- 1月25日 – ジョン・ホイジンガ、アメリカ合衆国の原子核物理学者（* 1921年）
- 1月27日 – 村崎憲雄、日本の物理学者（* 1923年）
- 2月15日 – テルマ・エストリン、アメリカ合衆国の計算機科学者、工学者（* 1924年）
- 3月3日 – ジョアブ・トーマス、アメリカ合衆国の科学者（* 1933年）
- 3月10日 – 小川俊雄、日本の物理学者（* 1927年）
- 3月13日 – 団まりな、日本の生物学者（* 1940年）
- 3月16日 – 高橋成人、日本の生物学者（* 1923年）
- 3月20日 – 井口洋夫、日本の化学者（* 1927年）
- 4月22日 – 鹿園直建、日本の地球科学者（* 1946年）
- 5月7日 – コリン・ピリンジャー、イギリスの惑星科学者（* 1943年）
- 5月8日 – ロジャー・イーストン、アメリカ合衆国の科学者、GPSの発明者（* 1921年）
- 5月9日 – 飯島俊郎、日本の化学工学者（* 1927年）
- 5月12日 – 木下是雄、日本の物理学者（* 1917年）
- 5月17日
  - 高良鉄夫、日本の動物学者（* 1913年）
  - ジェラルド・モーリス・エデルマン、アメリカ合衆国の生物学者、ノーベル生理学・医学賞受賞者（* 1929年）
- 5月23日 – 亀井節夫、日本の古生物学者（* 1925年）
- 6月2日
  - アレクサンダー・シュルギン、アメリカ合衆国の薬理学者、化学者（* 1925年）
  - 西田吾郎、日本の数学者（* 1943年）
- 6月10日 – 近藤宗平、日本の遺伝学者（* 1922年）
- 6月18日 – ステファニー・クオレク、アメリカ合衆国の化学者（* 1923年）
- 6月23日 – 永井克孝、日本の生化学者（* 1931年）
- 6月25日 – 下鶴大輔、日本の火山学者（* 1924年）
- 8月5日 – 笹井芳樹、日本の発生学者、医学者（* 1962年）
- 8月27日 – 夏培粛、中華人民共和国の計算機科学者（* 1923年）
- 9月13日 – 日向康吉、日本の農学者（* 1934年）
- 9月17日 – 森裕司、日本の動物行動学者（* 1953年）
- 9月26日 – 北澤宏一、日本の化学者（* 1943年）
- 9月28日 – 小尾信彌、日本の天文学者（* 1925年）
- 9月30日
  - 松本弘明、日本の物理学者（* 1927年?）
  - マーチン・パール、アメリカ合衆国の物理学者、ノーベル物理学賞受賞者（* 1927年）
- 11月13日 – アレクサンドル・グロタンディーク、フランスの数学者、フィールズ賞受賞者（* 1928年）
- 11月16日 – 香原志勢、日本の人類学者（* 1928年）
- 11月20日 – 佐々木正五、日本の微生物学者、医学博士（* 1916年）
- 12月2日 – 西岡一、日本の生化学者（* 1934年）
- 12月15日 – 松原武生、日本の物理学者（* 1921年?）
- 12月20日 – 田村晃一、日本の考古学者（* 1932年）